# Billy Talent II
Billy Talent II är det kanadensiska bandet Billy Talents tredje album. Skivan släpptes den 27 juni 2006. Första singeln blev Devil in a Midnight Mass som släpptes i juni 2006 och Red Flag kom i september samma år. Tredje singel ut var Fallen Leaves i november och även Surrender släpptes, under 2007, som singel.

## Låtlista
1. "Devil in a Midnight Mass" – 2:52
2. "Red Flag" – 3:16
3. "This Suffering" – 3:56
4. "Worker Bees" – 3:44
5. "Pins & Needles" – 3:11
6. "Fallen Leaves" – 3:19
7. "Where Is the Line?" – 3:49
8. "Covered in Cowardice" – 4:12
9. "Surrender" – 4:06
10. "The Navy Song" – 4:31
11. "Perfect World" – 3:06
12. "Sympathy" – 3:18
13. "Burn the Evidence" – 3:40

### Bonuslåtar
1. "Beachballs" – 3:51
2. "When I Was a Little Girl" – 2:11
3. "Ever Fallen in Love? (With Someone You Know You Shouldn't've)" (Buzzcocks-cover)
4. "Fallen Leaves" (live)

## Banduppsättning
- Benjamin Kowalewicz - sång
- Ian D'Sa - gitarr
- Jonathan Gallant - bas
- Aaron Solowoniuk - trummor